# 아마두 하이다라
아마두 하이다라(프랑스어: Amadou Haidara, 1998년 1월 31일 ~ )는 말리의 축구 선수로 현재 독일 분데스리가의 RB 라이프치히에서 미드필더로 활약하고 있다.

## 구단 경력

### 클럽
2016년 오스트리아 분데스리가의 명문 레드불 잘츠부르크에서 프로에 데뷔한 뒤2016-17 시즌 공식전 7경기 2골을 기록하며 2016-17 시즌 리그 우승, 2016-17년 오스트리아컵 우승을 도왔고 잘츠부르크 산하 2군팀이자 오스트리아 2부 리그팀인 FC 리퍼링으로 임대 이적 후 리그 25경기 2골을 기록했다.
그 후 잘츠부르크로 복귀하여 2018-19 시즌 중반까지 공식전 76경기 11골을 기록하며 리그 2연패, 2017-18년 오스트리아컵 준우승, 2017-18년 UEFA 유로파리그 4강 진출 등에 일조했고 2018-19 시즌 중반 독일 분데스리가의 신흥 강호 RB 라이프치히로 이적하여 현재까지 리그 2연속 3위(2018-19 2019-20), DFB-포칼 2회 준우승(2018-19, 2020-21), 2019-20년 UEFA 챔피언스리그 4강, 분데스리가 2020-21 준우승 등에 공헌했다.

### 국가대표팀
말리 U-17 대표팀 소속으로 2015년 FIFA U-17 월드컵 본선에서 7경기 2골을 기록하며 준우승이라는 말리 축구 역사상 FIFA 주관 대회 역대 최고 성적에 기여한 뒤 2017년 10월 6일 말리 성인대표팀 소속으로 코트디부아르와의 2018년 FIFA 월드컵 아프리카 지역 3차 예선 A조 5차전에서 국제 A매치 데뷔전을 치렀다.
그리고 2019년 7월 2일 앙골라와의 2019년 아프리카 네이션스컵 E조 조별리그 최종전에서 A매치 데뷔골을 터뜨리며 팀의 16강 진출을 이끌었지만 팀은 16강전에서 코트디부아르에 0-1로 패하며 8강 문턱에서 고배를 마셨다.

## 수상

### 클럽
레드불 잘츠부르크
- 오스트리아 분데스리가 : 우승 (2016-17, 2017-18)
- 오스트리아컵 : 우승 (2016-17), 준우승 (2017-18)
- UEFA 유로파리그 :  4강 (2017-18)

 RB 라이프치히
- 독일 분데스리가 : 준우승 (2020-21), 3위 (2018-19, 2019-20)
- DFB-포칼 : 준우승 (2018-19, 2020-21)
- UEFA 챔피언스리그 : 4강 (2019-20)

### 국가대표팀
말리 U-17
- FIFA U-17 월드컵 : 준우승 (2015)